# عبد الملك الدولعي
عبد الملك الدولعي (514 - 598 ه‍ / 1120 - 1201 م) هو فقيه شافعي، من أهل الدَّوْلَعِيَّةُ من قرى الموصل.
هو عبد الملك بن زيد بن ياسين الثعلبي الدولعي، ضياء الدين، أبو القاسم. ولد بالدولعية وتفقه ببغداد، وانتقل إلى الشام، فولي الخطابة وتدريس الغزالية بدمشق. ذكره الحموي وقال عنه: كان زاهدا ورعا، وكان للناس فيه اعتقاد حسن.